# Human (canção de Rag'n'Bone Man)
"Human" é uma canção do cantor britânico Rag'n'Bone Man, gravada para o seu álbum de estreia Human. Foi composta pelo próprio com o auxílio de Jamie Hartman e produzida por Two Inch Punch. O seu lançamento ocorreu em 21 de julho de 2016, através da Sony Music, servindo como o primeiro single do disco. Em 2018, "Human" venceu o Brit Award para Melhor Single Britânico. O single foi incluído nas trilhas sonoras da telenovela brasileira Pega Pega, da Rede Globo, e da telenovela portuguesa A Herdeira, da TVI.

## Faixas e formatos
| Download digital |         |         |  |
| N.º              | Título  | Duração |  |
| 1.               | "Human" | 3:19    |  |